# Diana Sujew
Diana Sujew (* 2. November 1990 in Riga, Lettland) ist eine ehemalige deutsche Leichtathletin, die vorwiegend im Mittelstreckenlauf antrat.

## Berufsweg
Sujew gehört als Sportsoldatin der Bundeswehr an.

## Sportliche Karriere
Zur Leichtathletik kam Sujew erst im Alter von 14 Jahren.
2007 und 2008 wurde sie deutsche Jugendmeisterin im 2000-Meter-Hindernislauf, 2008 und 2009 im 1500-Meter-Lauf. Ihren bis dato größten Erfolg feierte sie 2010 als Siegerin über 1500 Meter bei den Deutschen Meisterschaften in Braunschweig.
2011 belegte Sujew bei den Deutschen Hallenmeisterschaften in Leipzig über dieselbe Distanz den zweiten Platz hinter Denise Krebs und bei den U23-Europameisterschaften in Ostrava den sechsten Platz. Bei den Deutschen Meisterschaften in Kassel stürzte sie im Vorlauf. Zwar qualifizierte sie sich dennoch für das Finale, konnte dort aber nicht mehr antreten.
2012 holte sie bei den Deutschen Meisterschaften in Bochum-Wattenscheid Bronze und kam bei den Europameisterschaften in Helsinki als Sechste ins Ziel. Aufgrund nachträglicher Disqualifikationen dreier Athletinnen wegen Dopings rückte sie im Februar 2016 auf den zweiten Platz vor.
2013 wurde Sujew über 1500 Meter Dritte sowohl bei den Deutschen Hallenmeisterschaften in Dortmund als auch bei den Deutschen Meisterschaften in Ulm. Bei den Weltmeisterschaften in Moskau schied sie bereits im Vorlauf aus.
2014 belegte sie bei den Deutschen Meisterschaften den zweiten Platz und wurde bei den Europameisterschaften in Zürich Achte.
2015 kam Sujew bei den Deutschen Meisterschaften in Nürnberg auf den vierten Platz.
2016 holte sie bei den Deutschen Meisterschaften in Kassel Bronze.
2017 wurde Sujew Deutsche Vizemeisterin über die 1500 Meter hinter Konstanze Klosterhalfen. Mitte Juli nominierte sie der Allgemeine Deutschen Hochschulsportverband (adh) für die Sommer-Universiade in Taipeh, wo sie über dieselbe Strecke den siebten Platz belegte.
2018 holte sich Sujew bei den Deutschen Hallenmeisterschaften in Dortmund den Meistertitel über 1500 m und Bronze bei den Deutschen Meisterschaften in Nürnberg über diese Distanz.
Die 1,66 m große und 52 kg schwere Sportsoldatin und Studentin wurde von Georg Schmidt trainiert.

## Vereinszugehörigkeiten
Bis 2008 startete sie für die LG Eintracht Frankfurt, danach für den SC Potsdam, wo sie unter Beate Conrad trainierte. Ihre Schwester Elina begleitete sie dabei stets als Trainingspartnerin. Da Beate Conrad als Verbandstrainerin nach Hamburg wechselte, starteten die Sujew-Zwillinge ab 2013 für das Lauf Team Haspa Marathon Hamburg. Zum Ende der Saison 2014 wechselten sie in die Frankfurter Trainingsgruppe des ehemaligen Bundestrainers Wolfgang Heinig. Seit Oktober 2016 trainieren Diana und Elina Sujew in einer Trainingsgruppe von Georg Schmidt, der seit Januar 2017 auch Bundestrainer für den Mittelstreckenlauf der Männer ist. Sie starten weiterhin für die LG Eintracht Frankfurt.

## Bestleistungen
(Stand: 21. Februar 2018)

Halle
- 800 m: 2:06,32 min, 13. Februar 2010, Leipzig
- 1500 m: 4:07,99 min, 22. Januar 2012, Potsdam
- 3000 m: 9:02,15 min, 14. Februar 2016, Boston

Freiluft
- 800 m: 2:02,29 min, 17. Juli 2012, Lignano Sabbiadoro
- 1000 m: 2:40,03 min, 22. Mai 2011, Pliezhausen
- 1500 m: 4:05,62 min, 13. Juli 2013, Heusden-Zolder
- 3000 m: 8:47,68 min, 8. September 2013, Rieti
- 10-km-Straßenlauf: 33:31 min, 4. April 2015, Paderborn

## Trivia
Sujew zog 1994 mit ihrer Familie von Lettland nach Frankfurt am Main und besitzt seit 2001 die deutsche Staatsbürgerschaft. Ihre Zwillingsschwester Elina Sujew ist ebenfalls eine erfolgreiche Mittelstreckenläuferin.